# Henry Somerset, V duca di Beaufort
Henry Somerset,  V duca di Beaufort (Londra, 16 ottobre 1744 – Badminton, 11 ottobre 1803), è stato un nobile inglese.

## Biografia
Era l'unico figlio di Charles Somerset, IV duca di Beaufort e di sua moglie, Elizabeth Berkeley. Si laureò all'Università di Oxford, il 7 luglio 1763. Il 28 ottobre 1756, successe al padre come duca di Beaufort.

## Carriera
Massone, dal 1767 al 1772 è stato Gran Maestro della Prima gran loggia d'Inghilterra, in questa qualità ha firmato la patente di fondazione della Gran Loggia Provinciale di Russia, rilasciata à John (Ivan) Elaguine il 28 febbraio 1772. Ha ricoperto la carica di Magister equitum tra il 1768 e il 1770. Ha ricoperto la carica di Lord-Tenente di Monmouthshire (1771 - 1803), di Leicestershire (1787 - 1799) e di Brecknockshire (1787 - 1803). È stato creato Cavaliere dell'Ordine della Giarrettiera il 2 giugno 1786.

## Matrimonio
Il 2 gennaio 1766 sposò Elizabeth Boscawen, figlia dell'On. Edward Boscawen, e la sorella di George Boscawen, III visconte di Falmouth. Ebbero tredici figli:
- Henry Charles Somerset, VI duca di Beaufort (1766 - 1835);
- Lord Charles Henry Somerset (2 dicembre 1767 - 18 febbraio 1831);
- Lord Edward Henry Somerset (1768 - 1769);
- Lord Norborne Berkeley Henry Somerset (4 maggio 1771 - 1838);
- Lady Elizabeth Somerset (11 febbraio 1773 - 5 maggio 1836), sposò, il 27 giugno 1796, Charles Talbot, decano di Salisbury, nipote di Charles Talbot, I Barone Talbot, ebbero figli;
- Lady Frances Elizabeth Somerset (3 aprile 1774 - 24 maggio 1841);
- Lady Harriet Elizabeth Isabella Somerset (9 luglio 1775 - 1º giugno 1855), sposò il colonnello Hugh Henry Mitchell ed ebbero figli;
- Lord Robert Edward Henry Somerset (19 dicembre 1776 - 1º settembre 1842);
- Lord Arthur John Henry Somerset (1780-1816);
- Rev. George Lord William Henry Somerset (2 settembre 1784 - 14 gennaio 1861), sposò in prime nozze, il 29 giugno 1813, Elizabeth Molyneux, figlia del tenente-Gen. Sir Thomas Molyneux, V Baronetto; sposò in seconde nozze, nel 1844 Frances Westby Brady, non ebbero figli;
- Lady Anne Elizabeth Somerset (7 giugno 1786 - 22 settembre 1803);
- Col. Lord John Thomas Henry Somerset (30 agosto 1787 - 3 ottobre 1846), sposò Lady Catherine Annesley, figlia di Arthur Annesley, I conte di Mountnorris il 4 dicembre 1814;
- Lord FitzRoy Somerset, I barone Raglan (30 settembre 1788 - 28 giugno 1855).

## Ascendenza
|                                       |                  |                                            | Genitori                             |  |  | Nonni |  |  | Bisnonni                                |  |  | Trisnonni                          |  |
|                                       |                  |                                            |                                      |  |  |       |  |  | Charles Somerset, marchese di Worcester |  |  | Henry Somerset, I duca di Beaufort |  |
|                                       |                  |                                            |                                      |  |  |       |  |  | Charles Somerset, marchese di Worcester |  |  | Henry Somerset, I duca di Beaufort |  |
|                                       |                  | Mary Capell                                |                                      |  |  |       |  |  | Charles Somerset, marchese di Worcester |  |  |                                    |  |
| Henry Somerset, II duca di Beaufort   |                  |                                            |                                      |  |  |       |  |  | Charles Somerset, marchese di Worcester |  |  |                                    |  |
|                                       |                  | Rebecca Child                              | Josiah Child, I baronetto            |  |  |       |  |  |                                         |  |  |                                    |  |
|                                       |                  | Rebecca Child                              | Josiah Child, I baronetto            |  |  |       |  |  |                                         |  |  |                                    |  |
|                                       |                  | Rebecca Child                              | Mary Atwood                          |  |  |       |  |  |                                         |  |  |                                    |  |
| Charles Somerset, IV duca di Beaufort |                  | Rebecca Child                              |                                      |  |  |       |  |  |                                         |  |  |                                    |  |
|                                       |                  | Wriothesley Noel, II conte di Gainsborough | Edward Noel, I conte di Gainsborough |  |  |       |  |  |                                         |  |  |                                    |  |
|                                       |                  | Wriothesley Noel, II conte di Gainsborough | Edward Noel, I conte di Gainsborough |  |  |       |  |  |                                         |  |  |                                    |  |
|                                       |                  | Wriothesley Noel, II conte di Gainsborough | Elizabeth Wriothesley                |  |  |       |  |  |                                         |  |  |                                    |  |
| Rachel Noel                           |                  | Wriothesley Noel, II conte di Gainsborough |                                      |  |  |       |  |  |                                         |  |  |                                    |  |
|                                       |                  | Catherine Greville                         | Fulke Greville, V barone Brooke      |  |  |       |  |  |                                         |  |  |                                    |  |
|                                       |                  | Catherine Greville                         | Fulke Greville, V barone Brooke      |  |  |       |  |  |                                         |  |  |                                    |  |
|                                       |                  | Catherine Greville                         | Sarah Dashwood                       |  |  |       |  |  |                                         |  |  |                                    |  |
| Henry Somerset, V duca di Beaufort    |                  | Catherine Greville                         |                                      |  |  |       |  |  |                                         |  |  |                                    |  |
|                                       | Richard Berkeley | Maurice Berkeley                           |                                      |  |  |       |  |  |                                         |  |  |                                    |  |
|                                       | Richard Berkeley | Maurice Berkeley                           |                                      |  |  |       |  |  |                                         |  |  |                                    |  |
|                                       | Richard Berkeley | Mary Tipping                               |                                      |  |  |       |  |  |                                         |  |  |                                    |  |
| John Berkeley                         | Richard Berkeley |                                            |                                      |  |  |       |  |  |                                         |  |  |                                    |  |
|                                       |                  | Elizabeth Symes                            | Henry Symes                          |  |  |       |  |  |                                         |  |  |                                    |  |
|                                       |                  | Elizabeth Symes                            | Henry Symes                          |  |  |       |  |  |                                         |  |  |                                    |  |
|                                       |                  | Elizabeth Symes                            | Amy Seymour                          |  |  |       |  |  |                                         |  |  |                                    |  |
| Elizabeth Berkeley                    |                  | Elizabeth Symes                            |                                      |  |  |       |  |  |                                         |  |  |                                    |  |
|                                       |                  | Walter Norborne                            | …                                    |  |  |       |  |  |                                         |  |  |                                    |  |
|                                       |                  | Walter Norborne                            | …                                    |  |  |       |  |  |                                         |  |  |                                    |  |
|                                       |                  | Walter Norborne                            | …                                    |  |  |       |  |  |                                         |  |  |                                    |  |
| Elizabeth Norborne                    |                  | Walter Norborne                            |                                      |  |  |       |  |  |                                         |  |  |                                    |  |
|                                       |                  | Frances Bacon                              | Edmund Bacon, IV baronetto           |  |  |       |  |  |                                         |  |  |                                    |  |
|                                       |                  | Frances Bacon                              | Edmund Bacon, IV baronetto           |  |  |       |  |  |                                         |  |  |                                    |  |
|                                       |                  | Frances Bacon                              | Elizabeth Crane                      |  |  |       |  |  |                                         |  |  |                                    |  |
|                                       |                  | Frances Bacon                              |                                      |  |  |       |  |  |                                         |  |  |                                    |  |